# Klara postterminal

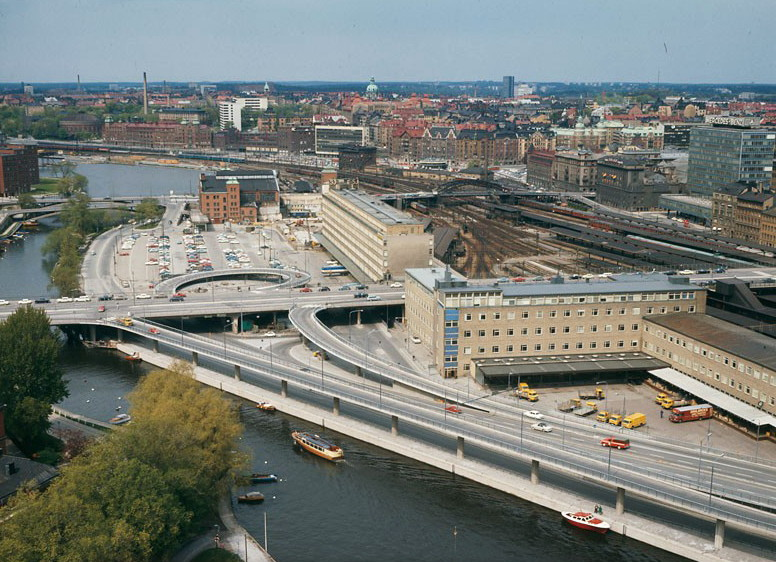
Stockholms Bangårdspostkontor med omgivning 1968.

Klara postterminal var en byggnad på Norrmalm i Stockholm. Terminalen byggdes åren 1985-86 och revs 2008 för att ge plats åt hotell-, kontors- och kongresskomplexet Stockholm Waterfront.

## Historik
Tomten för Klara postterminal är belägen i triangeln mellan Klarabergsviadukten, Klara sjö och järnvägen. Området består av utfyllnader och bebyggdes första gången i slutet av 1800-talet med Klaragasverket och sedan med Centralsaluhallen (1912) och Klarahallen (1933). Mellan 1943 och 1983, då det revs, fanns  Stockholms Bangårdspostkontor, "Stockholm Ban", på platsen som hade byggts efter ritningar av arkitekt Lars-Erik Lallerstedt. 
Klara postterminal började byggas på Sthlm Bans gamla tomt på gatans södra sida. Tomten förstorades genom att en del av bangården överbyggdes, vilket underlättade lastning och lossning för postbefordran via tågtrafik. 
Paket- och maskinella avdelningar överfördes till Tomteboda postterminal (nära Karlbergs slott), medan manuell brev- och småpakets-hanteringarna inhystes i ett provisorium tvärs över Klarabergsgatan, mot norr samtidigt som Klara postterminal byggdes på den gamla tomten på gatans södra sida. Den tomten förstorades då genom att en del av bangården överbyggdes. 
Skanska började 1984-85 att bygga "Stockholm Klara". Byggherre var statliga Postfastigheter. Under 1985 togs de olika avdelningarna i fullt bruk för postproduktion och transport bl.a. via tåg. Terminalen planerades för runt 1 500 anställda. Anläggningen kunde vid hög belastning klara av att hantera 1,5 miljoner försändelser per dag. I och med Postens nya inriktning från  år 2000 och framåt minskades personalstyrkan allt mer, ner till ca 300 året innan nedläggningen. Dels via förflyttningar, främst till terminalerna i Årsta och Tomteboda och dels genom erbjudanden om frivilliga avgångar och pensioneringar.
Stockholms stad köpte terminalen för 800 miljoner från staten i början av 2000-talet. År 2005 såldes fastigheten för 430 miljoner till konsortiet Norrmalm 43 Stockholm.

## Bilder

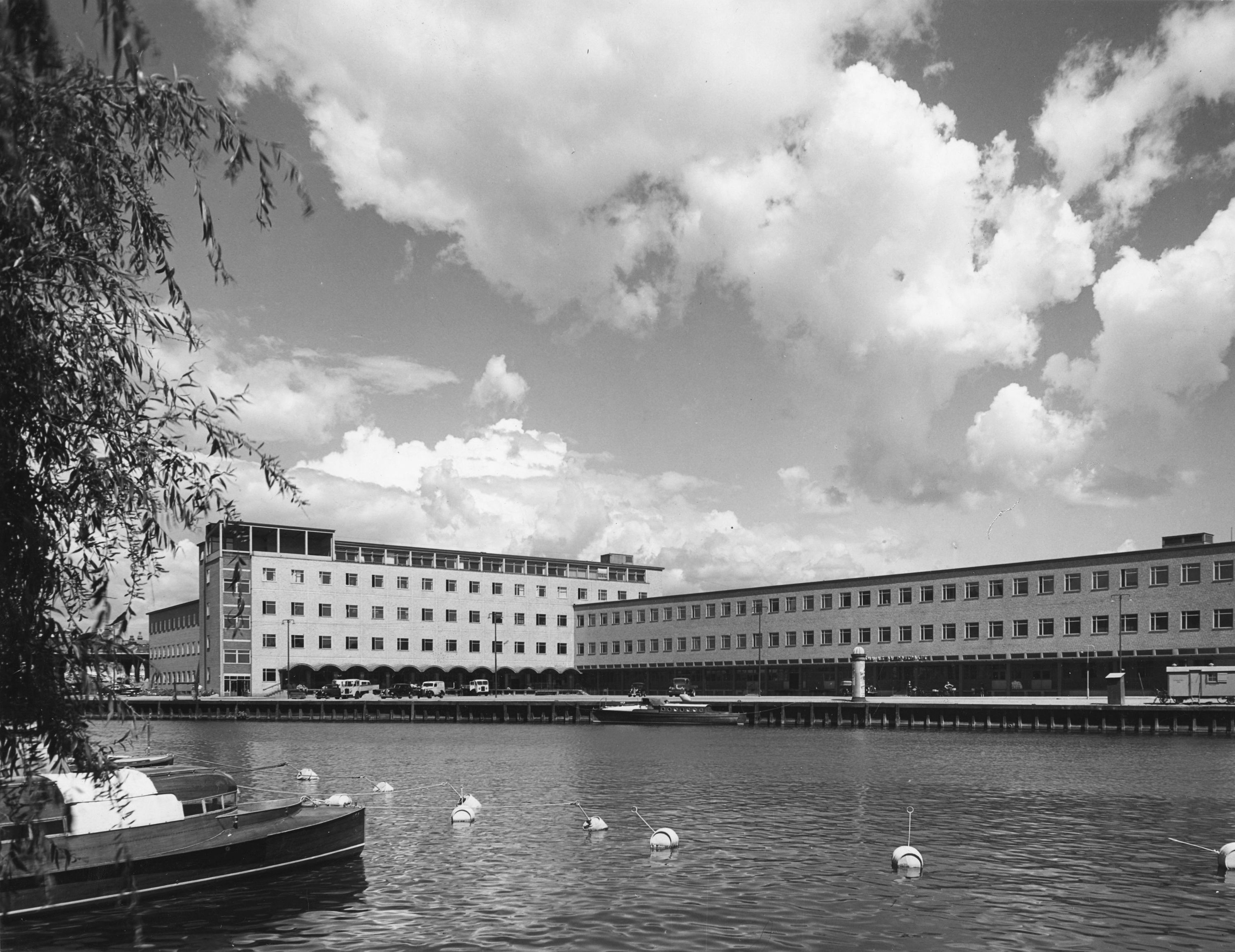
Stockholms Bangårdspostkontor fanns mellan 1943 och 1983
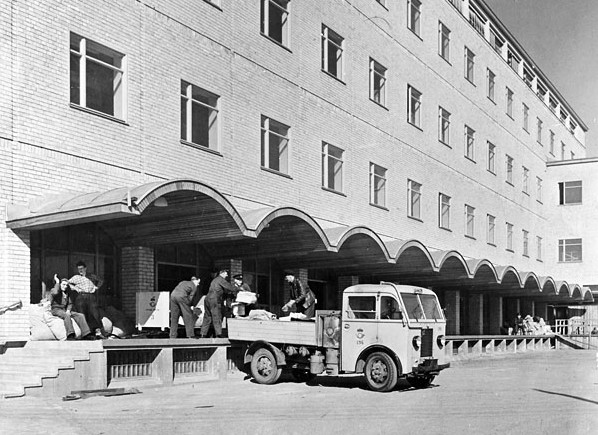
Stockholms Bangårdspostkontor fanns mellan 1943 och 1983
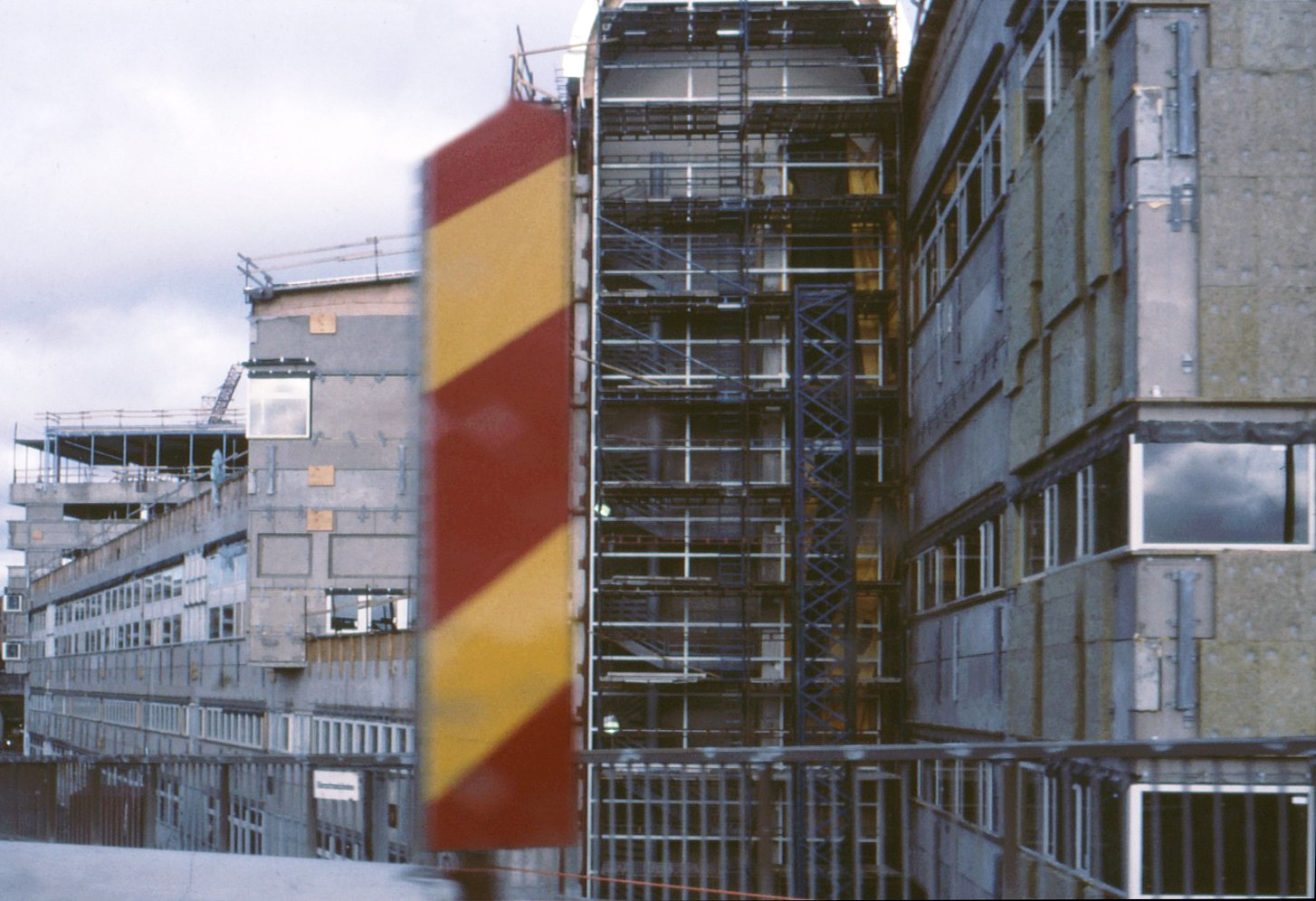
Klara postterminal byggs, 1986
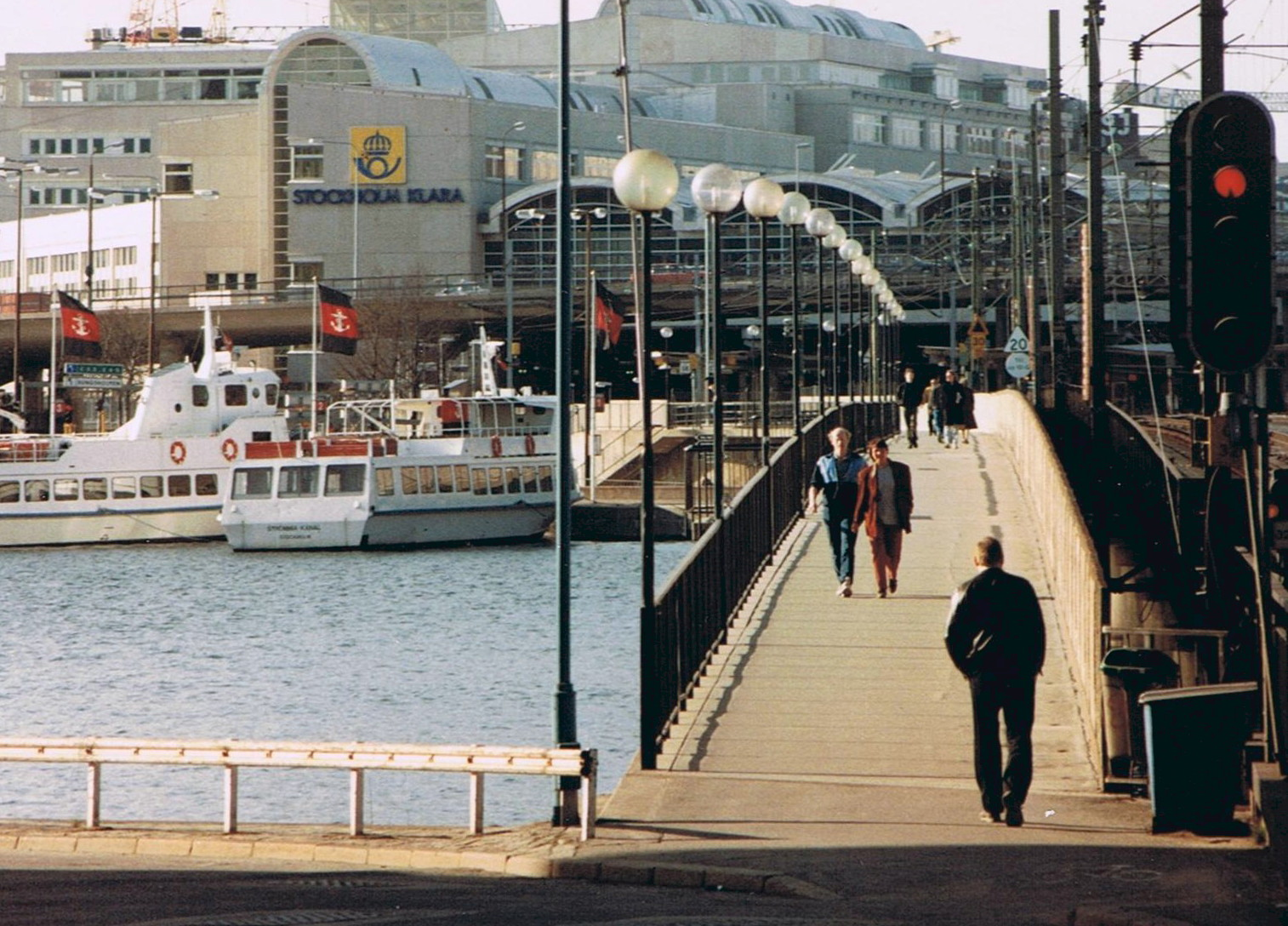
Vy från Riddarholmen
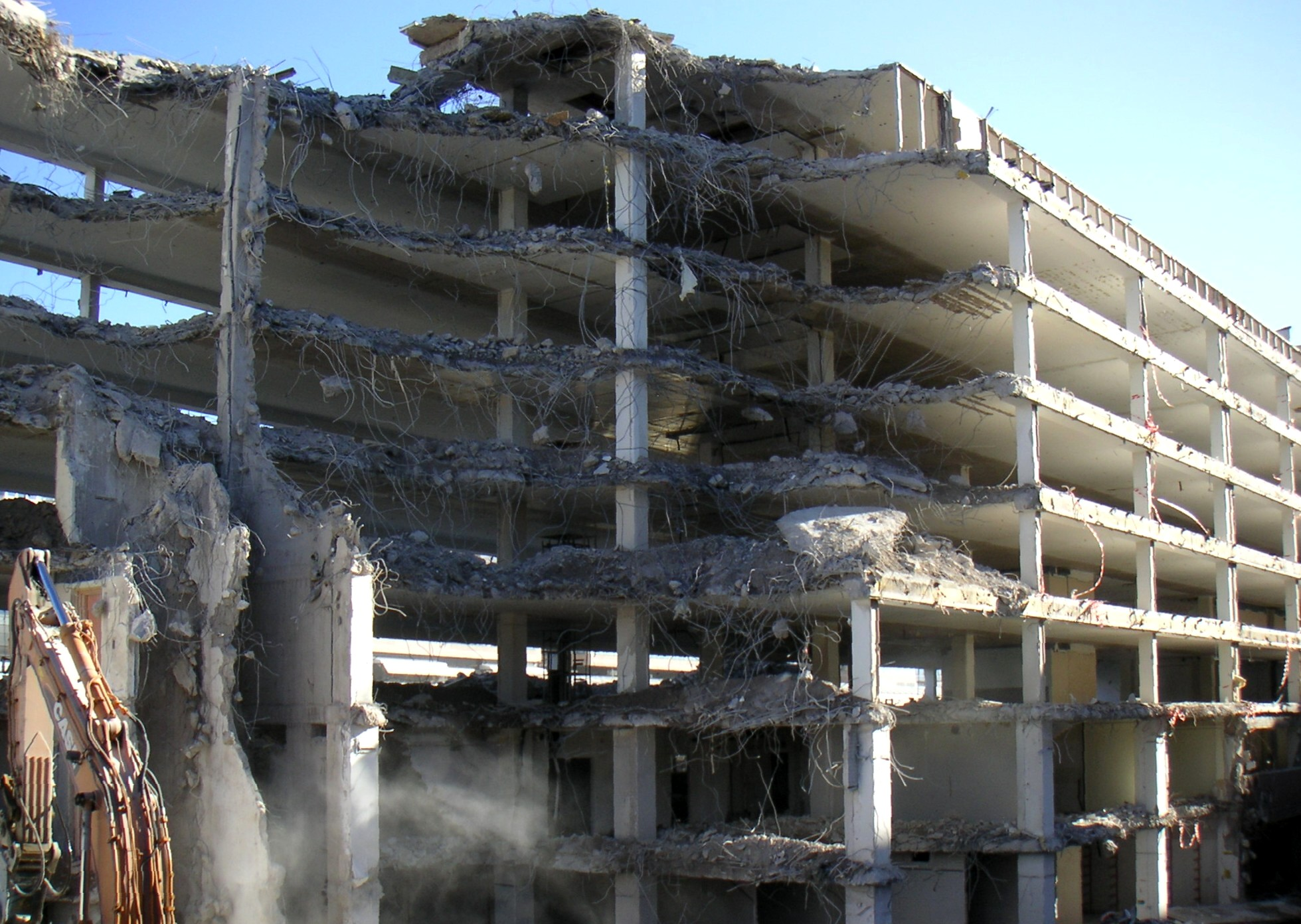
Klara postterminal rivs, mars 2008